# Que el cielo la juzgue
Que el cielo la juzgue (título original: Leave Her to Heaven) es una película estadounidense en color que combina el melodrama y el cine negro dirigido por John M. Stahl en 1945. Su director de fotografía Leon Shamroy ganó el Óscar de su categoría por su trabajo en Technicolor.

## Sinopsis
El escritor Richard Harland y Ellen Berent se encuentran en un tren y se enamoran y contraen matrimonio. Pero Ellen manifiesta progresivamente un carácter posesivo y unos celos patológicos y asesinos que terminan por causar la desgracia a todos los que la rodean incluida su propia vida.

## Análisis
Con Gene Tierney en uno de sus escasos papeles de "mala", fue nominada para el premio de la Academia como mejor actriz. El excepcional uso del color en una película que combina el género negro y el melodrama sorprendió a la crítica, así como la violenta poesía y crudeza de algunas escenas, como la del asesinato del hermano del protagonista. Su estructura es claramente bimembre. Su primera parte es de melodrama puro; en un entorno natural idílico va apareciendo gradualmente la pasión obsesiva de Ellen Berent que lo va convirtiendo en un lugar desdichado y trágico; la segunda mitad, vertiginosa, es el contrapunto delictivo y de cine negro al idilio inicial. El título de la película está tomado del Hamlet de William Shakespeare. En el Acto I, Escena V, el Fantasma insta a Hamlet a no buscar venganza contra la Reina Gertrudis, sino más bien a "leave her to heaven, and to those thorns that in her bosom lodge to prick and sting her."

## Reparto
- Gene Tierney: Ellen Berent
- Cornel Wilde: Richard Harland
- Jeanne Crain: Ruth Berent
- Vincent Price: Russell Quinton
- Mary Philips: Señora Berent
- Ray Collins: Glen Robie
- Darryl Hickman: Danny Harland
- Chill Wills: Leick Thome
- Gene Lockhart: El doctor Saunders
- Reed Hadley: El doctor Mason
- Paul Everton: El juez
- Harry Depp: Catterson